# Рушаков, Виталий Андреевич
Вита́лий Андре́евич Рушако́в (род. 5 июня 1983) — российский футбольный судья, имеет первую категорию. Обслуживает матчи чемпионата России.

## Карьера
Судейскую карьеру Виталий Рушаков начал с работы линейным арбитром во втором дивизионе в 2005 году. Затем был линейным в матчах Кубка России и главным рефери во втором и первом дивизоне, а также на матчах молодёжного первенства.
В Премьер-лиге в качестве главного арбитра дебютировал 16 августа 2014 года, в матче 4-го тура «Урал» — «Торпедо». Встреча завершилась победой гостей 2:0, Рушаков показал шесть жёлтых карточек и назначил пенальти в ворота «Торпедо».